# 1979년 대한민국의 영화
다음은 1979년에 대한민국에 개봉한 영화에 관해 서술한다.

## 흥행 주요 기록
외화는 <취권>이 서울 89만을 동원해 1등을 차지했고, 그 다음을 <챔프>(55만), <페세이지>(45만9천), <깊은 밤 깊은 곳에>(45만 4천), <나바론 2>(35만 5천), <디어헌터>(35만 1천), <파비안느>(30만), <슈퍼맨>(25만)등이 이었다.
방화는 <12인의 하숙생>이 서울 26만을 동원해 방화 1위를 차지했고, <내가 버린 남자>(239,718명), <꽃순이를 아시나요>(216,658명), <가을비 우산속에>(159,335명)등이 뒤를 이었다.

## 이벤트 및 수상
- 제15회 백상예술대상
- 제18회 대종상 영화제
- 제3회 황금촬영상

## 같이 보기
- 대한민국의 영화